# 동심원

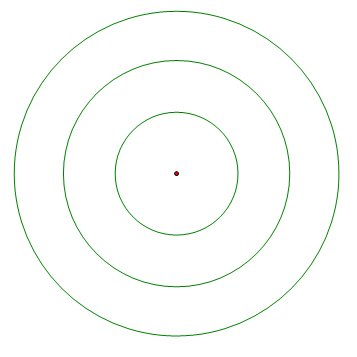
동심원

동심원(concentric circle) 또는 한중심원은 중심이 같은 원을 모두 일컫는 말이다.

## 동심원의 특징
정다각형의 외접원과 내접원은 동심원이고, 외접원, 내접원이 동심원인 볼록 다각형은 정다각형이다. 또한 내접원, 외접원이 존재하는데 이 두 원이 동심원이 아닌 볼록 다각형은 정다각형이 아니다. 자세한 증명은 해당 링크 참조.

## 예시
- 양궁 종목 / 사격 종목에서 사용하는 과녁판
- 파동에서 나타나는 여러 개의 원들로 이루어진 파형
- 위키백과의 라이선스인 CC BY-SA 3.0에서 SA에 해당하는 로고의 바깥 원과 이 원 안쪽에 있는 '변경' 기호, 저작권 기호의 바깥 원과 이 원 안쪽에 있는 'C'[1].
- 도넛의 안쪽 부분과 바깥쪽 부분
- 안드로이드 파이 버전의 스마트폰에 내장되어 있는 이스터 에그에서 파이(Pie)의 첫글자 'P'와 함께 나타나는 두 가지 또는 세 가지 색깔로 이루어진 여러 개의 원. 이 이스터 에그는 갤럭시 사용자 기준 설정 -> 휴대전화 정보 -> 소프트웨어 정보를 순서대로 터치하고 안드로이드 버전을 세 번 연타하면 나타난다.